# Temporada 2023 del Campeonato Brasileño de Fórmula 4
La temporada 2023 del Campeonato Brasileño de Fórmula 4 fue la segunda edición de dicho campeonato. Comenzó el 22 de abril en Interlagos y finalizó el 17 de diciembre en el mismo circuito.

## Escuderías y pilotos
| Escudería           | N.º | Piloto               | Estado | Rondas |
| ------------------- | --- | -------------------- | ------ | ------ |
| Cavaleiro Sports    | 9   | Lucca Zucchini       |        | Todas  |
| Cavaleiro Sports    | 16  | Mateus Callejas      | N      | 1-2    |
| Cavaleiro Sports    | 30  | Vinícius Tessaro     |        | Todas  |
| Cavaleiro Sports    | 33  | Nelson Neto          |        | 4-6    |
| Cavaleiro Sports    | 41  | Fernando Barrichello |        | 2-6    |
| Cavaleiro Sports    | 98  | Cecilia Rabelo       | N      | 1, 3-6 |
| Oakberry Bassani F4 | 11  | Carl Bennett         |        | 2-3    |
| Oakberry Bassani F4 | 26  | Alexandre Machado    | N      | Todas  |
| Oakberry Bassani F4 | 27  | Matheus Ferreira     |        | 5      |
| Oakberry Bassani F4 | 33  | Nelson Neto          |        | 1-3    |
| Oakberry Bassani F4 | 88  | Arthur Pavie         | N      | Todas  |
| Oakberry Bassani F4 | 118 | Matheus Comparatto   | N      | Todas  |
| TMG Racing          | 16  | Mateus Callejas      | N      | 3-4    |
| TMG Racing          | 18  | Rafaela Ferreira     | N      | Todas  |
| TMG Racing          | 21  | Álvaro Cho           |        | Todas  |
| TMG Racing          | 29  | João Tesser          |        | Todas  |
| TMG Racing          | 99  | Luan Lopes           |        | Todas  |

| Icono | Leyenda |
| ----- | ------- |
| N     | Novato  |

## Calendario
| Ronda    | Ronda | Circuito                                      | Fecha           |
| -------- | ----- | --------------------------------------------- | --------------- |
| 1        | C1    | Autódromo José Carlos Pace, São Paulo 1       | 22 de abril     |
| 1        | C2    | Autódromo José Carlos Pace, São Paulo 1       | 22 de abril     |
| 1        | C3    | Autódromo José Carlos Pace, São Paulo 1       | 23 de abril     |
| 2        | C1    | Autódromo José Carlos Pace, São Paulo 2       | 8 de julio      |
| 2        | C2    | Autódromo José Carlos Pace, São Paulo 2       | 8 de julio      |
| 2        | C3    | Autódromo José Carlos Pace, São Paulo 2       | 9 de julio      |
| 3        | C1    | Autódromo Velo Città, Mogi Guaçu              | 5 de agosto     |
| 3        | C2    | Autódromo Velo Città, Mogi Guaçu              | 5 de agosto     |
| 3        | C3    | Autódromo Velo Città, Mogi Guaçu              | 6 de agosto     |
| 4        | C1    | Autódromo Internacional Ayrton Senna, Goiânia | 26 de agosto    |
| 4        | C2    | Autódromo Internacional Ayrton Senna, Goiânia | 26 de agosto    |
| 4        | C3    | Autódromo Internacional Ayrton Senna, Goiânia | 27 de agosto    |
| 5        | C1    | Autódromo José Carlos Pace, São Paulo 3       | 4 de noviembre  |
| 5        | C2    | Autódromo José Carlos Pace, São Paulo 3       | 4 de noviembre  |
| 5        | C3    | Autódromo José Carlos Pace, São Paulo 3       | 5 de noviembre  |
| 6        | C1    | Autódromo José Carlos Pace, São Paulo 4       | 16 de diciembre |
| 6        | C2    | Autódromo José Carlos Pace, São Paulo 4       | 16 de diciembre |
| 6        | C3    | Autódromo José Carlos Pace, São Paulo 4       | 17 de diciembre |
| Fuentes: |       |                                               |                 |

## Resultados
| Ronda | Ronda | Ronda        | Pole Position      | Vuelta rápida        | Piloto ganador     | Equipo ganador      | Novato ganador     |
| ----- | ----- | ------------ | ------------------ | -------------------- | ------------------ | ------------------- | ------------------ |
| 1     | C1    | Interlagos 1 | Vinícius Tessaro   | Luan Lopes           | Vinícius Tessaro   | Cavaleiro Sports    | Matheus Comparatto |
| 1     | C2    | Interlagos 1 |                    | Vinícius Tessaro     | Nelson Neto        | Oakberry Bassani F4 | Mateus Callejas    |
| 1     | C3    | Interlagos 1 | Álvaro Cho         | Vinícius Tessaro     | Vinícius Tessaro   | Cavaleiro Sports    | Matheus Comparatto |
| 2     | C1    | Interlagos 2 | Vinícius Tessaro   | Matheus Comparatto   | Luan Lopes         | TMG Racing          | Matheus Comparatto |
| 2     | C2    | Interlagos 2 |                    | Carl Bennett         | Mateus Callejas    | Cavaleiro Sports    | Mateus Callejas    |
| 2     | C3    | Interlagos 2 | Vinícius Tessaro   | Vinícius Tessaro     | Vinícius Tessaro   | Cavaleiro Sports    | Matheus Comparatto |
| 3     | C1    | Mogi Guaçu   | Matheus Comparatto | Vinícius Tessaro     | Matheus Comparatto | Oakberry Bassani F4 | Matheus Comparatto |
| 3     | C2    | Mogi Guaçu   |                    | Vinícius Tessaro     | Vinícius Tessaro   | Cavaleiro Sports    | Mateus Callejas    |
| 3     | C3    | Mogi Guaçu   | Matheus Comparatto | Matheus Comparatto   | Matheus Comparatto | Oakberry Bassani F4 | Matheus Comparatto |
| 4     | C1    | Goiânia      | Álvaro Cho         | Vinícius Tessaro     | Álvaro Cho         | TMG Racing          | Matheus Comparatto |
| 4     | C2    | Goiânia      |                    | Matheus Comparatto   | Matheus Comparatto | Oakberry Bassani F4 | Matheus Comparatto |
| 4     | C3    | Goiânia      | Lucca Zucchini     | Vinícius Tessaro     | Vinícius Tessaro   | Cavaleiro Sports    | Matheus Comparatto |
| 5     | C1    | Interlagos 3 | Cecília Rabelo     | Vinícius Tessaro     | Matheus Ferreira   | Oakberry Bassani F4 | Alexandre Machado  |
| 5     | C2    | Interlagos 3 |                    | Alexandre Machado    | Alexandre Machado  | Oakberry Bassani F4 | Alexandre Machado  |
| 5     | C3    | Interlagos 3 | Cecília Rabelo     | Matheus Ferreira     | Matheus Ferreira   | Oakberry Bassani F4 | Matheus Comparatto |
| 6     | C1    | Interlagos 4 | Luan Lopes         | Vinícius Tessaro     | Vinícius Tessaro   | Cavaleiro Sports    | Matheus Comparatto |
| 6     | C2    | Interlagos 4 |                    | Álvaro Cho           | Lucca Zucchini     | Cavaleiro Sports    | Rafaela Ferreira   |
| 6     | C3    | Interlagos 4 | Matheus Comparatto | Fernando Barrichello | Matheus Comparatto | Oakberry Bassani F4 | Matheus Comparatto |

## Clasificaciones

### Puntuaciones
| 1.º           | 2.º | 3.º | 4.º | 5.º | 6.º | 7.º | 8.º | 9.º | 10.º | VR |   |
| Clasificación | 2   |     |     |     |     |     |     |     |      |    |   |
| 25            | 25  | 18  | 15  | 12  | 10  | 8   | 6   | 4   | 2    | 1  | 1 |
| 18            | 15  | 12  | 10  | 8   | 6   | 4   | 2   | 1   |      |    | 1 |

### Campeonato de Pilotos
| Pos. | Piloto               | INT1 | INT1 | INT1 | INT2 | INT2 | INT2 | MOG | MOG | MOG | GOI | GOI | GOI | INT3 | INT3 | INT3 | INT4 | INT4 | INT4 | Puntos |
| ---- | -------------------- | ---- | ---- | ---- | ---- | ---- | ---- | --- | --- | --- | --- | --- | --- | ---- | ---- | ---- | ---- | ---- | ---- | ------ |
| 1    | Vinícius Tessaro     | 1    | 9    | 1    | 3    | 7    | 1    | 7   | 1   | 6   | 5   | 3   | 1   | 2    | 6    | 11   | 1    | Ret  | 5    | 233    |
| 2    | Matheus Comparatto   | 4    | 5    | 4    | 2    | 5    | 5    | 1   | 7   | 1   | 8   | 1   | 4   | Ret  | 4    | 3    | 6    | 4    | 1    | 216    |
| 3    | Álvaro Cho           | 3    | 2    | 2    | 9    | 6    | 4    | 4   | 8   | 2   | 1   | 6   | 2   | 3    | 7    | 5    | 4    | 2    | 4    | 204    |
| 4    | Luan Lopes           | 2    | Ret  | 3    | 1    | 11   | 2    | 2   | 6   | 3   | 4   | 5   | Ret | Ret  | 8    | 4    | 2    | 7    | 3    | 180    |
| 5    | Fernando Barrichello |      |      |      | 13†  | 8    | 13   | 6   | 2   | 4   | 6   | 4   | 3   | 4    | 2    | 2    | 3    | 9    | 2    | 140    |
| 6    | Nelson Neto          | 5    | 1    | 8    | 12   | 12   | 9    | 5   | 4   | 9   | 2   | 8   | 5   | 6    | 3    | 9    | 5    | Ret  | 6    | 118    |
| 7    | Lucca Zucchini       | 9    | 7    | 6    | 5    | 3    | 8    | 3   | 9   | 5   | 3   | 9   | Ret | Ret  | 11   | 6    | 8    | 1    | 9    | 107    |
| 8    | João Tesser          | 12†  | 4    | 5    | 4    | 4    | 12   | 12  | 12  | 7   | 7   | 2   | Ret | 8    | 9    | 10   | Ret  | 5    | 7    | 79     |
| 9    | Mateus Callejas      | 7    | 3    | 10   | 7    | 1    | 6    | 8   | 3   | 10  | Ret | WD  | WD  |      |      |      |      |      |      | 61     |
| 10   | Arthur Pavie         | 6    | 8    | 7    | 6    | 2    | 7    | 10  | 11  | Ret | 9   | 7   | 9   | 10   | 10   | 8    | 11†  | 6    | 10   | 58     |
| 11   | Matheus Ferreira     |      |      |      |      |      |      |     |     |     |     |     |     | 1    | 5    | 1    |      |      |      | 57     |
| 12   | Alexandre Machado    | 8    | DSQ  | 12†  | 11   | 13   | 10   | 11  | 5   | 12  | 11  | Ret | 8   | 5    | 1    | Ret  | 9    | 8    | 8    | 48     |
| 13   | Rafaela Ferreira     | 11   | 6    | 9    | 10   | 10   | 11   | Ret | 13  | 11  | 10  | 10  | 6   | 9    | 12   | 7    | 7    | 3    | Ret  | 40     |
| 14   | Carl Bennett         |      |      |      | 8    | 9    | 3    | 9   | 10  | 8   |     |     |     |      |      |      |      |      |      | 26     |
| 15   | Cecília Rabelo       | 10   | 10   | 11   |      |      |      | WD  | WD  | WD  | 12  | 11  | 7   | 7    | 13   | Ret  | 10   | DSQ  | 11   | 16     |
| Pos. | Piloto               | INT1 | INT1 | INT1 | INT2 | INT2 | INT2 | MOG | MOG | MOG | GOI | GOI | GOI | INT3 | INT3 | INT3 | INT4 | INT4 | INT4 | Puntos |

| Color     | Resultado                                                               |
| --------- | ----------------------------------------------------------------------- |
| Oro       | Ganador                                                                 |
| Plata     | 2.ª plaza                                                               |
| Bronce    | 3.ª plaza                                                               |
| Verde     | Finalizó en los puntos                                                  |
| Azul      | Finalizó sin puntos                                                     |
| Azul      | NC - No clasificado                                                     |
| Violeta   | Ret - No terminó (Carrera)                                              |
| Rojo      | DNQ - No se clasificó                                                   |
| Negro     | DSQ - Descalificado                                                     |
| Blanco    | DNS - No empezó (carrera)                                               |
| Blanco    | WD - Retirado (fin de semana)                                           |
| Blanco    | C - Carrera cancelada                                                   |
| Sin color | DNP - Inscrito pero no participó                                        |
| Sin color | INJ - Lesionado                                                         |
| Sin color | EX - Excluido                                                           |
| Estado    | Resultado                                                               |
| Negrita   | Pole position                                                           |
| Cursiva   | Vuelta rápida                                                           |
| †         | Abandona, pero clasifica al completar el porcentaje requerido para ello |

### Campeonato de Novatos
| Pos. | Piloto             | INT1 | INT1 | INT1 | INT2 | INT2 | INT2 | MOG | MOG | MOG | GOI | GOI | GOI | INT3 | INT3 | INT3 | INT4 | INT4 | INT4 | Puntos |
| ---- | ------------------ | ---- | ---- | ---- | ---- | ---- | ---- | --- | --- | --- | --- | --- | --- | ---- | ---- | ---- | ---- | ---- | ---- | ------ |
| 1    | Matheus Comparatto | 1    | 2    | 1    | 1    | 3    | 1    | 1   | 3   | 1   | 1   | 1   | 1   | Ret  | 2    | 1    | 1    | 2    | 1    | 355    |
| 2    | Arthur Pavie       | 2    | 4    | 2    | 2    | 2    | 3    | 3   | 4   | Ret | 2   | 2   | 5   | 4    | 3    | 3    | Ret  | 3    | 3    | 220    |
| 3    | Rafaela Ferreira   | 6    | 3    | 3    | 4    | 4    | 5    | Ret | 5   | 3   | 3   | 3   | 2   | 3    | 4    | 2    | 2    | 1    | Ret  | 195    |
| 4    | Alexandre Machado  | 4    | DSQ  | 6†   | 5    | 5    | 4    | 4   | 2   | 4   | 4   | Ret | 4   | 1    | 1    | Ret  | 3    | 4    | 2    | 191    |
| 5    | Mateus Callejas    | 3    | 1    | 4    | 3    | 1    | 2    | 2   | 1   | 2   | Ret | WD  | WD  |      |      |      |      |      |      | 143    |
| 6    | Cecília Rabelo     | 5    | 5    | 5    |      |      |      | WD  | WD  | WD  | 5   | 4   | 3   | 2    | 5    | Ret  | 4    | DSQ  | 4    | 109    |
| Pos. | Piloto             | INT1 | INT1 | INT1 | INT2 | INT2 | INT2 | MOG | MOG | MOG | GOI | GOI | GOI | INT3 | INT3 | INT3 | INT4 | INT4 | INT4 | Puntos |